# Arboretum du Font de l'Orme
El Arboreto de la Fuente del Olmo (en francés: Arboretum du Font de l'Orme) es un arboreto de unas 1,6 hectáreas de extensión, situado en las cercanías de Mérindol, departamento de Vaucluse, Francia. 

## Localización
Se ubica en la proximidad de "Les gorges de Régallon" en "Font de l'Orme". Las gargantas de Régalon atraviesan por el Massif du Luberon. Las gargantas de Régalon separan la "Crau des Mayorques" al oeste de la "Crau de Saint-Phalez" al este, estas dos forman parte del pequeño Luberon.
- Promedio anual de lluvias: 437 mm
- Temperatura media anual: 15,1 °C

Está abierto a diario, la entrada es libre.

## Colecciones
La zona de Luberon es particularmente rica en términos de diversidad biológica. Se conocen alrededor de 1.500 especies de plantas, sumando el 30% de la flora y fauna de Francia, 17.000 especies y subespecies de insectos con casi 2.300 especies de lepidópteros, o casi el 40% de las especies vivas en Francia, 341 especies y subespecies de fauna vertebrado, 135 especies de aves y 21 especies de murciélagos o 70% de las especies presentes en Francia. Entre las 1.500 especies diferentes de plantas, hay 700 especies y subespecies de plantas superiores y 200 especies de líquenes.
El arboreto alberga unas 20 especies de árboles identificados, incluyendo 4 especies de pinos del Mediterráneo, y la casa forestal de "Font de l'Orme".